# محلب
المحلب أو الكرز البري أو كرز المحلب أو القَمِيحة أو قَمْحَة الطيب (باللاتينية: Prunus mahaleb) نوع نباتي يتبع جنس البرقوق من الفصيلة الوردية. تعد من أهم الأشجار التي تستعمل كأصول لتطعيم اللوزيات (وبخاصة الكرز). يزرع شجر المحلب في بلاد الشام والمغرب العربي وبخاصة في المناطق الجبلية والبلاد الباردة. توجد أيضاً في تركيا وفرنسا وبلجيكا وألمانيا.

## الوصف النباتي
الشجرة متوسطة الحجم يصل ارتفاعها إلى سبعة أمتار. الشجرة نفضية. ثمرتها حسلة.

## الاستخدام
الثمرة طعمها مر ولا تؤكل في العادة، ويطحن اللب (النواة) بعد إزالة القشرة الصلبة ويعد طحينه من التوابل المفضلة في المشرق العربي، وتستخدم تتبيل أطباق مختلفة وحلويات أشهرها كعك "المعمول"، ومن الممكن كذلك الحصول على زيت من النواة. وله كذلك العديد من الفوائد الطبية. وتصنع منه المحلبية. واستخدمت أخشابه في صناعة الآلات الموسيقية والعكازات والتحف.